# Альтернатива (Дания)
«Альтернатива» (дат. Alternativet) — зелёная и проевропейская политическая партия Дании. О создании партия было публично заявлено 27 ноября 2013 года Йосефине Фок и Уффе Эльбеком, депутатом от Социал-либеральной партии и экс-министром культуры. Эльбек оставался лидером партии до февраля 2020 года, после чего ушёл в отставку и его место заняла Фок. В настоящее время партию возглавляет Франсиска Росенкилле.
Партию обычно относят к левоцентристскому политическому спектру. На европейском уровне сотрудничала с DiEM25, на североевропейском — вошла в Северный альянс зелёных и левых. «Альтернатива» считает себя не только политической партией, но также политическим движением и культурным голосом.

## История

### Основание
«Альтернатива» была представлена 27 ноября 2013 года Уффе Эльбеком и Йосефине Фок на пресс-конференции в Кристиансборге, резиденции Фолькетинга (датского парламента). Другие основатели партии включали Нико Грюфельда, Торстена Гейла и Расмуса Нордквиста. На тот момент «Альтернатива» поддерживала действующего премьер-министра от социал-демократов Хелле Торнинг-Шмидт, но при этом считала себя и левой, и правой одновременно. Партия подчеркнула стремление к новой политической культуре, серьёзному смягчению последствий изменения климата и предпринимательству. У неё не было полноценной политической программы, вместо чего она разрабатывала её в «политических лабораториях» в краудсорсинговом формате в непосредственном сотрудничестве с народом. Создание новой партии планировалось в течение двух месяцев; Эльбек покинул Социал-либеральную партию 17 сентября 2013 года.
Название партии было одобрено Избирательной комиссией Дании при Министерстве экономики и внутренних дел и вступило в силу 18 декабря 2013 года. В начале 2015 года партия работала над сбором 20 260 подписей, необходимых для выдвижения в парламент, что ей удалось сделать 23 февраля 2015 года.
Партия получила доступ к голосованию на всеобщих выборах 2015 года 13 марта 2015 года. В избирательных списках ей была отведена буква Å.

### Выборы 2015 года
На парламентских выборах 18 июня 2015 года «Альтернатива» получила 4,8 % голосов, избрав девять депутатов и став шестой по величине партией в Фолькетинге. В известном интервью в ночь выборов Эльбек вместо внятной речи сперва выдал тарабарщину: « Jamenahrmendedevadvadee … чувак, это безумие!».
Партия поддержала переизбрание лидера социал-демократов Хелле Торнинг-Шмидт на пост премьер-министра. Партия входила в оппозицию третьему правительству Ларса Лёкке Расмуссена.

### Выборы 2019 года
На всеобщих выборах 2019 года партия «Альтернатива» решила поддержать на пост премьер-министра кандидатуру собственного лидера Уффе Эльбека, а не главу социал-демократов, как на предыдущих выборах, найдя её планы по борьбе с климатическими изменениями «недостаточно амбициозными». Партия получила всего пять мест и осталась в оппозиции после того, как правительство сформировала руководительница социал-демократов Метте Фредериксен.

### Кризис руководства 2020 года и последующее развитие
В декабре 2019 года Эльбек объявил, что уходит с поста политического лидера «Альтернативы». На его место преемника претендовали шесть кандидатов, среди которых были Расмус Нурдквист, Йосефине Фок и Тереза Скавениус. Нурдквист был единственным из них членом Фолькетинга, и его поддержали все пятеро остальных депутатов от партии, включая Эльбека. Однако на внеочередном съезде 1 февраля 2020 года новым лидером была избрана Йосефине Фок. Впоследствии Нурдквист ушёл с поста политического представителя и был заменён на Торстена Гейла.
Три недели спустя Information опубликовала статью, в которой анонимные источники обвинили Фок в словесных оскорблениях, а в некоторых случаях и в применении физической силы в отношении однопартийцев и подчинённых в бытность депутатом с 2015 по 2018 год, когда она временно возглавляла парламентскую группу. Фок категорически отвергала обвинения в том, что она трясёт людей, но добавила, что в тот период была не «лучшей версией себя». После встречи с Фок центральный совет заявил, что полностью доверяет ей, и предложил анонимным источникам связаться с ним.
Однако Магнус Хаслебо, бывший пресс-секретарь Фолькетинга, и Фанни Брохольм, лидер фракции партии в Городском совете Копенгагена, публично поддержали обвинения в агрессивном поведении. 28 февраля Нико Грюнфельд, соучредитель и бывший член коллективного мэрства Копенгагена, покинул партию, заявив, что «душу партии разъело изнутри». После новых заявлений со стороны Эльбека 7 марта незначительное большинство в центральном совете поддержало Фок (десять человек проголосовали «за», семь — «против»). После принятия решения местное отделение партии в избирательном округе Эльбека потребовало, чтобы он публично выразил полную поддержку Фок, в противном случае грозя отзвать поддержку Эльбека.
9 марта Уффе Эльбек покинул «Альтернативу», заявив, что он «больше не узнаёт» некогда основанную им партию. За ним последовали ещё три члена Фолькетинга: Расмус Нурдквист (впоследствии вступил в Социалистическую народную партию), Сусанна Симмер и Сикандар Сиддик. Последний оставшийся депутат, Торстен Гейл, после нескольких дней раздумий решил остаться в рядах партии. Политические аналитики назвали уход всех этих фигур смертью «Альтернативы». Впрочем, сама Фок заявила, что хотя опечалена потерей однопартийцев, но это открыло «новое начало» для «Альтернативы».
Эльбек, Сиддик и Симмер позже сформировали новую политическую партию «Независимые зелёные» под руководством Сиддика. 14 ноября 2020 года Фок ушел с поста лидера «Альтернативы». 7 февраля 2021 года партия объявила, что её новым лидером станет мэр культуры и отдыха Копенгагена Франсиска Росенкилле.
В преддверии всеобщих выборов в Дании 2022 года Франсиска Росенкилле предложила «Независимым зелёным» и Партии веганов (Веганской партии) сформировать единый список, чтобы повысить шансы на преодоление электорального порога в 2 % парламентское представительство зелёных сил в Фолькетинге, чем в случае участия всех трёх партий порознь. Однако Сиддик отклонил этот план. Позже Эльбек призвал «Независимых зелёных» и «Альтернативу» объединиться и в конце концов вернулся в старую партию, сократив число действующих депутатов «Независимых зелёных» до двух. Веганская партия, накануне переименованная в Зелёный союз, также влилась в «Альтернативу» 20 сентября 2022 года.
На всеобщих выборах 1 ноября 2022 года Альтернатива получила 3,3 % голосов (лучше прежнего результата в 3,0 % в 2019 году), обеспечив себе 6 мандатов в Фолькетинге.

## Программа
Партия стремится сделать экологическую устойчивость главным приоритетом страны. Она выступает за постепенный вывод из эксплуатации ископаемого топлива, увеличив использование возобновляемых источников энергии, чтобы Дания к 2040 году полностью перешла на возобновляемые источники энергии.
«Альтернатива» хочет, чтобы Дания фактически ввела четырёхдневную рабочую неделю, сократив её длительность до 30 часов. Её члены — сторонники повышения заработной платы гражданам. Партия также ратует за безусловный базовый доход. Что касается налогообложения, она предлагает ввести налог на финансовые транзакции и снизить налоги для лиц с самыми низкими доходами.
Политическая сила поддерживает легализацию каннабиса в Дании, включая легальную продажу и свободное домашнее выращивание. В отношении тюремной реформы партия стремится черпать вдохновение из норвежской пенитенциарной системы.

## Парламентское представительство

### 2015
Депутаты парламента 2015 года и их функции:
- Уффе Эльбек: Лидер «Альтернативы»
- Йосефине Фок: Лидер политической группы «Альтернатива». Представитель по вопросам финансов и экономики, политики занятости, конституции и правовой политики
- Расмус Нордквист: политический представитель партии «Альтернатива». Представитель по иностранным делам, европейским делам, предпринимательству, этическому потреблению, бизнесу, торговле, искусству и культуре
- Рене Гаде: представитель по вопросам обороны, налогов и цифровых конституционных прав.
- Торстен Гейл: представитель по внутренней политике, борьбе с стереотипами и социальным вопросам.
- Роджер Маттисен: представитель по вопросам городов и населенных пунктов, сельских округов, островов, Фарерских островов и Гренландии
- Улла Сандбек: представитель по вопросам церкви, натурализации, интеграции и развития.
- Каролина Магдалена Майер : представитель по вопросам здравоохранения, психиатрии, равных прав, молодежи, семьи, пожилых граждан, образования, исследований, школ и образовательных программ для молодёжи.
- Кристиан Полл: представитель по вопросам окружающей среды, климата, энергетики, сельского хозяйства, защиты животных, рыболовства, продовольствия и транспорта.

### 2019
В 2019 году в Фолькетинг были избраны следующие депутаты от партии:
- Уффе Эльбек (вышел из партии в марте 2020 года)
- Торстен Гейл
- Расмус Нордквист (покинул партию в марте 2020 года)
- Сикандар Сиддик (покинул партию в марте 2020 года)
- Сусанна Миммер (покинула партию в марте 2020 года)

### 2022
В 2022 году были избраны следующие члены партии:
- Франсиска Роcенкилле: политический лидер
- Торстен Гейл: политический представитель
- Хелен Лилиендаль Бриденсхольт
- Саша Факсе
- Кристина Олумеко
- Тереза Скавениус

## Результаты выборов
| Выборы | Лидер                | Голоса  | %         | Места    | +/-   | Правительство |
| ------ | -------------------- | ------- | --------- | -------- | ----- | ------------- |
| 2015   | Уффе Эльбек          | 168,788 | 4.8 (#6)  | 9 из 179 | Новая | Оппозиция     |
| 2019   | Уффе Эльбек          | 104,148 | 3.0 (#8)  | 5 из 179 | ▼ 4   | Оппозиция     |
| 2022   | Франсиска Росенкилле | 117,567 | 3.3 (#11) | 6 из 179 | ▲ 1   | Оппозиция     |